# Laodice V
Laodice V (†150 v.Chr) was de vrouw van koning Perseus van Macedonië en dochter van Seleucus IV Philopator, koning van het Seleucidische Rijk.

## Huwelijk met Perseus
Zij huwde met Perseus in het jaar 178 of 177 v.Chr.. Samen hadden ze minstens vier kinderen. Perseus verloor de Slag bij Pydna tegen de Romeinen in 168 v.Chr.. De Macedonische nederlaag bij Pydna betekende het definitieve einde van het koninkrijk Macedonië, dat een Romeinse provincie werd. Perseus werd gevangengenomen en werd samen met zijn oudste zoon Alexander en zijn halfbroer Filip naar Rome gestuurd. Laodice kon ontkomen en vluchtte naar het hof van haar oom Antiochus IV. Haar man stierf twee jaar later in gevangenschap.

## Hypothese van het vervolg
Haar broer Demetrius I Soter, die ook als politiek gijzelaar in Rome werd vastgehouden, kon in 162 ontsnappen en zijn rechtmatige plaats op de troon te veroveren. Wat zeker is dat Demetrius met een zekere Laodice trouwde, maar wat niet zeker is of dat zijn zus was. Indien zo, is zij de moeder van Demetrius II Nicator en Antiochus VII Euergetes Sidetes.
Een andere versie is, is dat Laodice ten huwelijk werd aangeboden aan Ariarathes V van Cappadocië, die weigerde. Dit leidde tot een conflict tussen Demetrius en Ariarathes V. Ariarathes V steunde Alexander Balas, die Demetrius van de troon stootte. Demetrius en Laodice werden in 150 v.Chr. vermoord.